# بيرند شنايدر
 بيرند شنايدر (بالألمانية: Bernd Schneider) من مواليد (17 نوفمبر 1973) هو لاعب كرة قدم ألماني معتزل، كان يلعب في مركز لاعب وسط ، وقد لعب ضمن منتخب ألمانيا لكرة القدم.
احرز المتخب الألماني الفوز بدوري بتعاون الفريق في الدقائق الأخيرة واحرز 6 أهداف 

## مسيرته الكروية
لعب بيرند شنايدر خلال مسيرته الاحترافية مع 4 أندية في تسعة عشر موسمًا وسجل خلالها 55 هدفًا ضمن 459 مباراة. ولم يفز بأي موسم بالكأس أو بالدوري.
خاض بيرند شنايدر مسيرته مع نادي كارل زايس يينا في موسم 1991–92 ليلعب معه سبعة مواسم، مشاركًا في 156 مباراة سجل خلالها 15 هدفًا. ثم انتقل إلى نادي آينتراخت فرانكفورت في موسم 1998–99 لمدة موسم واحد، حيث شارك في 33 مباراة سجل خلالها 4 أهداف. لينتقل بعدها إلى نادي باير 04 ليفركوزن في موسم 1999–00 ليلعب معه عشرة مواسم، مشاركًا في 262 مباراة سجل خلالها 35 هدفًا.

## روابط خارجية
- بيرند شنايدر على موقع الاتحاد الدولي (مؤرشف)  (الإنجليزية)
- بيرند شنايدر على موقع الاتحاد الأوربي (الإنجليزية)
- بيرند شنايدر على موقع قاعدة بيانات كرة القدم.إي يو (الإنجليزية)
- بيرند شنايدر على موقع بيانات كرة القدم. دي إي (الألمانية)
- بيرند شنايدر على موقع ناشيونال فوتبول تيمز (الإنجليزية)
- بيرند شنايدر على موقع عالم كرة القدم.نت (الإنجليزية)
- بيرند شنايدر على موقع كووورة